# Quirinusmunster
De Sint-Quirinusmunster (Duits: Quirinus-Münster) in Neuss behoort tot de belangrijkste laatromaanse kerkgebouwen aan de Nederrijn, zo niet van Duitsland. De munsterkerk werd tussen 1209 en 1230 gebouwd en in 2009 door paus Benedictus XVI verheven tot basilica minor.

## Geschiedenis

Interieur

Omstreeks het begin van de jaartelling richtte een Romeins legioen een kamp op ten zuiden van het huidige stadscentrum van Neuss. Buiten het kamp ontstond al snel een civiele nederzetting. Op basis van vondsten is het aannemelijk dat zich onder de bewoners ook christenen bevonden. Zoals gebruikelijk bij de Romeinen werden de overledenen buiten de nederzetting begraven. Zo'n grafveld bevond zich op de plaats van de huidige kerk. Onder de munster zijn resten van een apsis uit de Romeinse tijd gevonden, die deel uitmaakt van een cella memoriae. De resten van dit antieke gebouw ter nagedachtenis van de doden zijn tegenwoordig door een glasplaat in de vloer van de kerk zichtbaar.
Rond 850 werd een klooster opgericht. Of het klooster de Noormannen-inval van 866 overleefde is ongewis. Zeker is evenwel dat het klooster later in een vrouwenstift werd omgezet. De kerk werd voor het eerst in een document uit 1043 genoemd in verband met een schenking van keizer Hendrik III. Ook de naam van de stadspatroon Quirinus werd in dit document voor het eerst genoemd. Volgens een oude overlevering werden zijn relieken in 1050 door de abdis Gepa, een zus van paus Leo IX, van Rome naar Neuss gebracht. Het gevolg was een welkome stroom pelgrims. De pelgrims brachten geld in het laatje en de welstand zal een van de aanleidingen geweest zijn om te beginnen met de bouw van de huidige kerk in 1209. De eerste steen met de naam van de bouwmeester Wolbero is nog altijd in de kerk te zien. De bouw oriënteerde zich onder andere aan Keulse kerk Maria in het Capitool, wat met name te zien is aan het klaverbladkoor. Ook zijn er invloeden van andere romaanse kerken in Keulen.
Zeer karakteristiek voor het kerkgebouw was de bijna 100 meter hoge westelijke toren, die het stedelijk aanzien van Neuss tot in de 18e eeuw bepaalde. Een blikseminslag in 1741 en de daaropvolgende brand maakten hier een einde aan. De gotische spitsen van zowel de westtoren als de oostelijke vieringtoren en enkele dwerggalerijen werden tijdens de restauratie niet herbouwd. In plaats daarvan werd de westelijke toren voorzien van een vlak piramidedak en kreeg de viering een barokke koepel met daarop het standbeeld van Quirinus.
De gevolgen van de Franse Revolutie waren verschrikkelijk. Waardevolle voorwerpen waren reeds voor de Franse bezetting in zekerheid gesteld, maar keerden niet terug of werden alsnog verwoest. De kerk werd als opslagruimte in gebruik genomen en de kloostergebouwen werden gesloopt.
Ook in de volgende eeuwen ontkwam de munsterkerk niet aan beschadigingen. In 1914 woedde er een brand in de toren en in 1944 zorgde een bombardement voor verwoesting, waarbij ook enkele personen in de crypte omkwamen. Dankzij het feit dat de kerk steeds weer werd gerestaureerd, bevindt de munster zich ook nu, meer dan 800 jaar na het bouwbegin, in een uitstekende onderhoudstoestand.

## Inrichting
De Quirinusmunster had vroeger een bijzonder rijk interieur. Van al de oude pracht en praal is tegenwoordig niet veel meer over. Boven het hoofdaltaar stond een neogotisch ciborium opgesteld, zoals dat van de Sint-Paulus buiten de Muren in Rome. Het werd net als veel andere deels zeer kostbare en onvervangbare voorwerpen in de Tweede Wereldoorlog vernietigd. Desondanks bezit de munsterkerk nog een aantal vermeldenswaardige voorwerpen.
Blikvanger is de in de apsis opgestelde schrijn van Sint-Quirinus met diens relieken uit de 19e eeuw. De schrijn verving een ouder exemplaar dat tegenwoordig in het stedelijke Clemens-Sels-Museum wordt bewaard. De oorspronkelijke middeleeuwse schrijn werd in 1585 vernietigd.
Eveneens noemenswaardig zijn een Romeinse sarcofaag, een pestkruis uit 1360, een Mariabeeld (voor 1430) en een beeld van de heilige Quirinus uit de 16e eeuw.
Van latere data is het levensgrote beeld van Sint-Christoffel van Hein Minkenberg bij het portaal aan de noordelijke westelijke torenpijler (1936-1937). Het tabernakel, het altaar, de ambo, het doksaal en de kruisweg werden vervaardigd door de beeldhouwer Hildebrandt tegen het einde van de 20e eeuw.
Het koorgestoelte uit de 15e eeuw werd in de Tweede Wereldoorlog gedeeltelijk vernield.

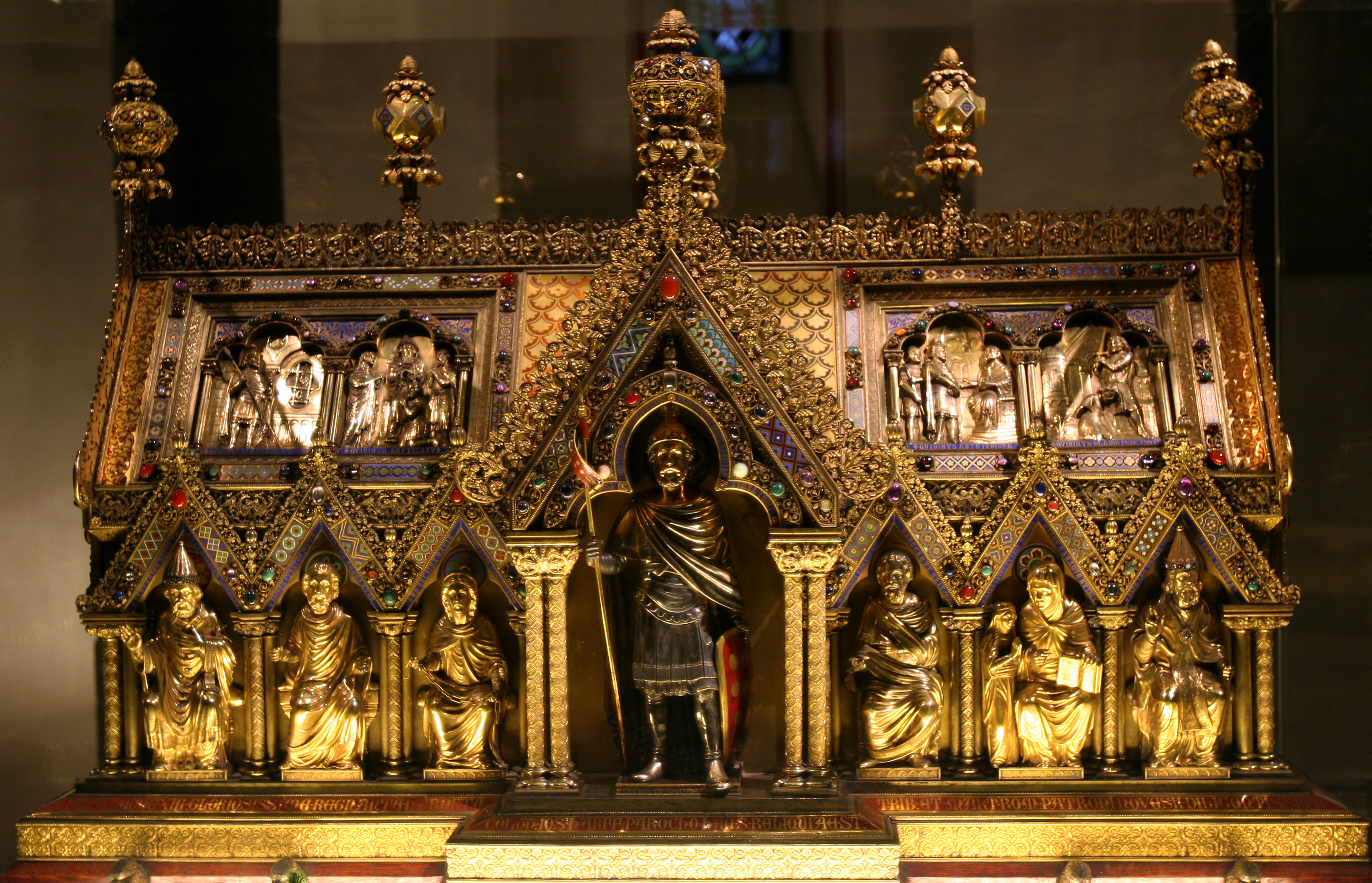
Schrijn Sint-Quirinus
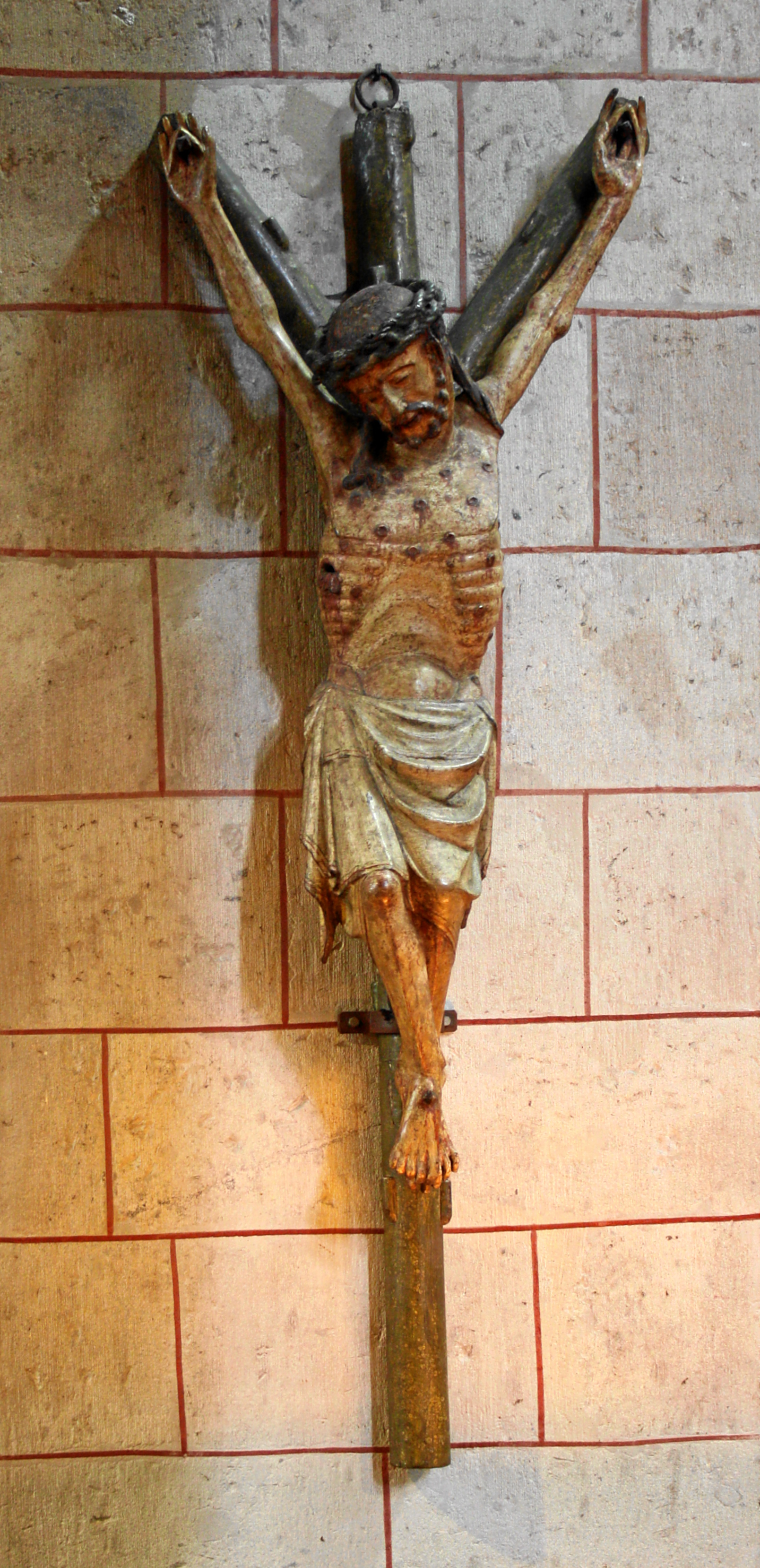
Pestkruis, 1360
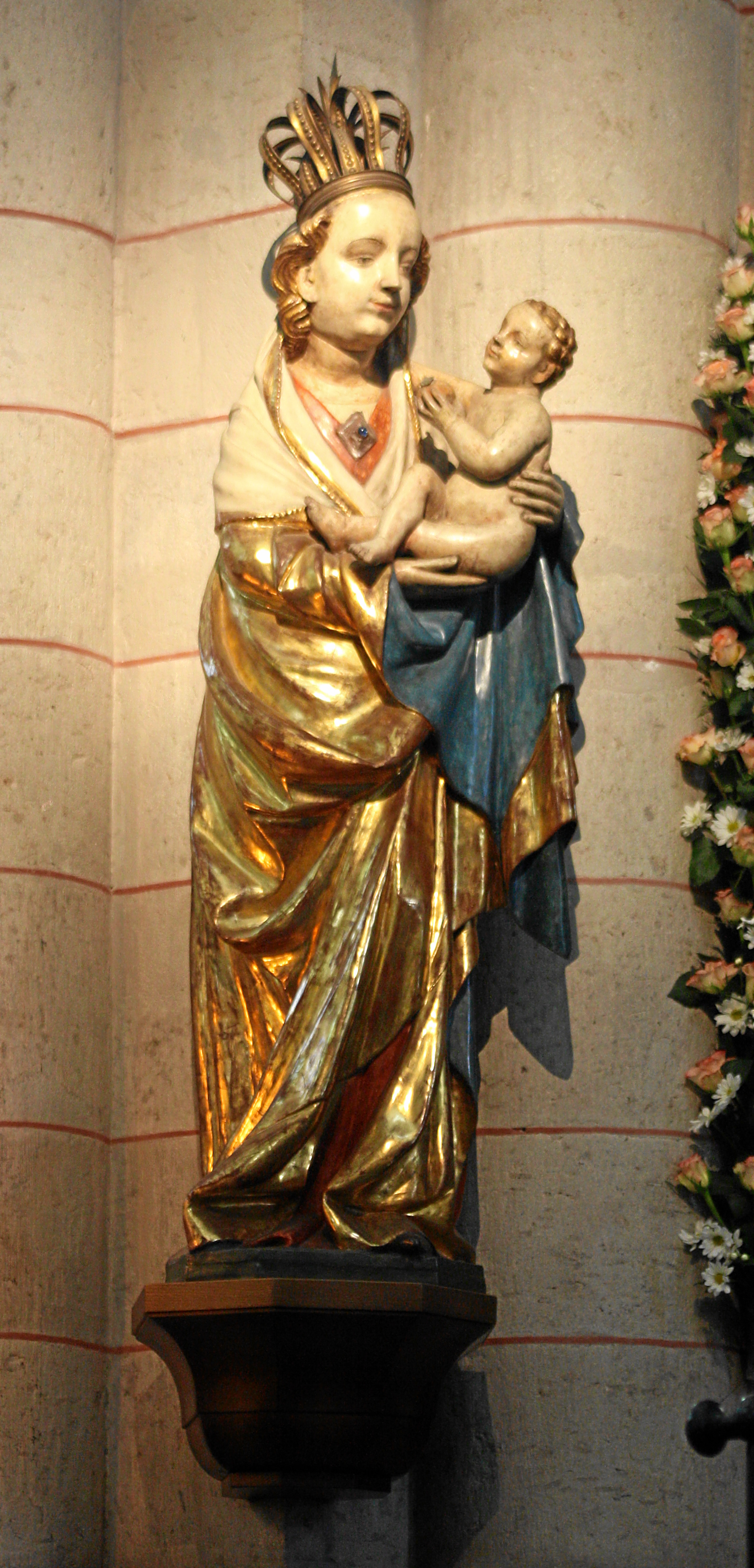
Madonna, 1430
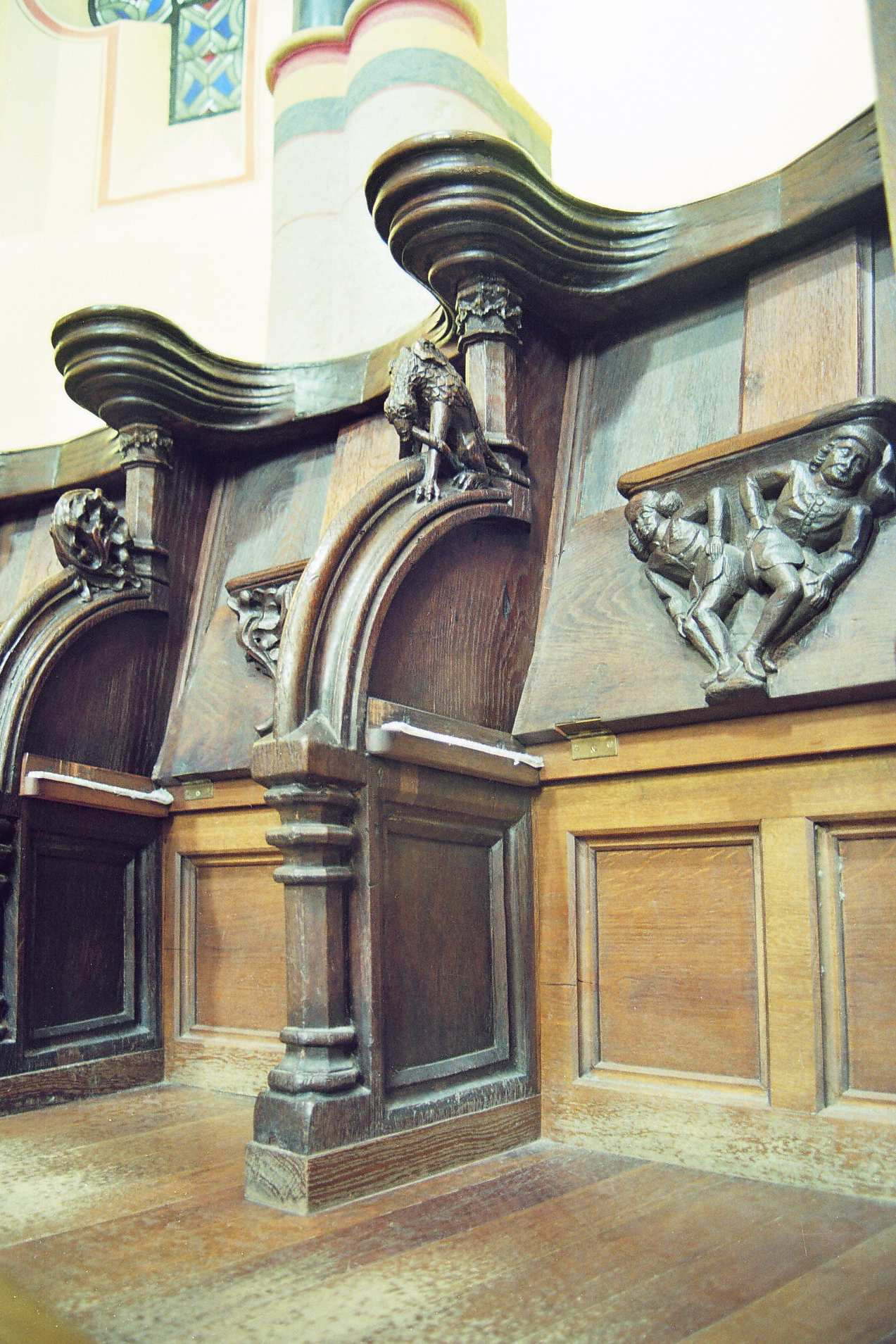
Koorgestoelte, rond 1550
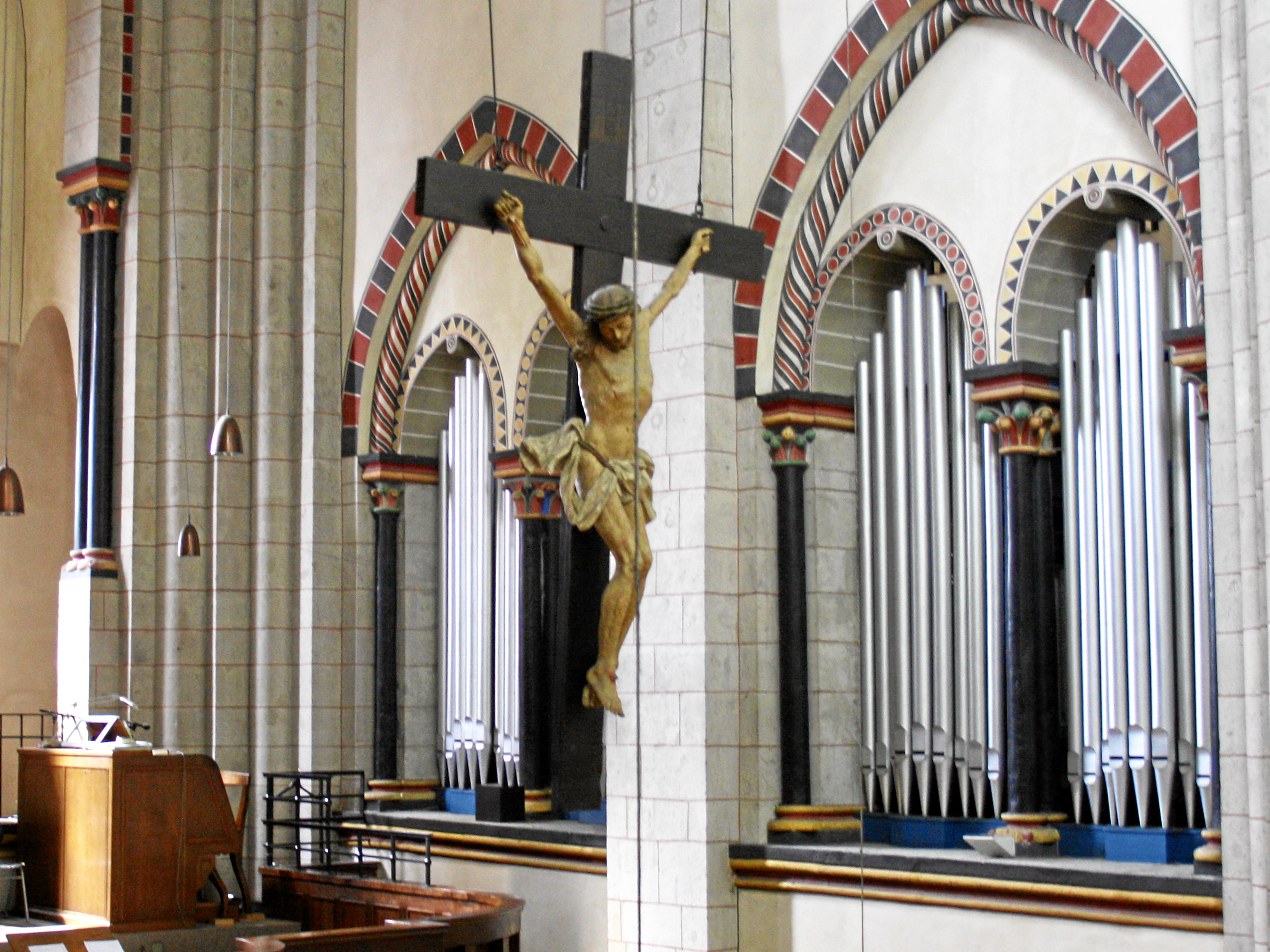
Orgel

## Orgel
Het orgel stamt uit het jaar 1907 en werd door Ernst Seifert uit Kevelaer gebouwd. Het instrument heeft elektropneumatische tracturen en is een van de grootste orgels in het aartsbisdom Keulen.

## Klokken
Het gelui van munsterkerk telt zeven klokken (er is nog plaats voor een achtste klok). Daarmee wordt het gelui tot de grootste van het aartsbisdom Keulen gerekend. Van het oorspronkelijke zesstemmige gelui van voor de oorlog bleven slechts de twee grote klokken uit 1922 bewaard. Na de oorlog werd het aantal klokken tot zeven uitgebreid.
| Nr. | Naam                              | Gietjaar | Gieter, gietoord                      | Doorsnee (mm) | Gewicht (kg) | Slagtoon (HT)-1/16) |
| --- | --------------------------------- | -------- | ------------------------------------- | ------------- | ------------ | ------------------- |
| 1   | Quirinus                          | 1922     | Klokkengieter Heinrich Ulrich, Apolda | 2010          | 5750         | gis0 –8             |
| 2   | Maria (Troosteres der Bedroefden) | 1922     | Klokkengieter Heinrich Ulrich, Apolda | 1700          | 3231         | h0 –5               |
| 3   | Joseph                            | 1949     | Petit & Gebr. Edelbrock, Gescher      | 1516          | 2270         | cis1 –2             |
| 4   | Salvator                          | 1949     | Petit & Gebr. Edelbrock, Gescher      | 1330          | 1470         | dis1 –2             |
| 5   | Joseph                            | 1959     | Petit & Gebr. Edelbrock, Gescher      | 1245          | 1250         | e1 –2               |
| 6   | Donatus                           | 1959     | Petit & Gebr. Edelbrock, Gescher      | 1097          | 850          | fis1 –2             |
| 7   | Sebastianus                       | 1959     | Petit & Gebr. Edelbrock, Gescher      | 975           | 600          | gis1 –3             |